# Đại học Seikei
Đại học Seikei (成蹊大学 Seikei daigaku) là một trường đại học tư thục Nhật Bản. Trường tọa lạc tại quận Kichijōji của thành phố Musashino, Tokyo, Nhật Bản. Trường đại học này được thành lập theo điều lệ trong năm 1949. Trường tiền nhiệm của trường đại học này có từ năm 1906 và được hỗ trợ bởi Koyata Iwasaki, người đứng đầu thứ tư của Mitsubishi zaibatsu.  Trước khi chiến tranh thế giới thứ 2, trường đại học này đã được quản lý bởi các tài trợ của Tập đoàn Mitsubishi. Tuy nhiên, sau thế chiến 2, trường đại học này độc lập từ Tập đoàn Mitsubishi thông qua việc giải thể Zaibatsu. Tuy nhiên, trường đại học Seikei vẫn có kết nối chặt chẽ với Tập đoàn Mitsubishi. Trường đại học này có nhiều sinh viên tốt nghiệp từ các gia đình nguồn gốc cao quý hay kinh doanh.

## Tổ chức

### Khoa
- Khoa Kinh tế
- Khoa Luật
- Khoa Nhân văn
- Khoa Khoa học và Công nghệ

### Các học viện
- Trường Kinh tế
- Trường Kinh doanh
- Trường Luật và Khoa học Chính trị
- Trường Nhân văn
- Trường Khoa học và Công nghệ
- Trường Luật

### Các viện nghiên cứu
- Trung tâm Nghiên cứu châu Á và Thái Bình Dương

## Sinh viên nổi tiếng
- Abe Shinzo - Thủ tướng Nhật Bản

## Ngoài lề
•Trường Otonokizaka trong Anime Love Live School Idol Project được dựa trên hình ảnh của đại học Seikei
•Có một trường đại học khác cũng tên là Seikei ở Osaka,tuy nhiên cả hai trường không có liên quan gì với nhau